# Dimitri Buchowetzki
Dimitri Buchowetzki, gebürtig Dimitri Boukhowetzky (* 25. Oktober 1893 in Moskau, damals Russisches Kaiserreich; † nach 1965) war ein russischer Filmregisseur, Drehbuchautor und Schauspieler.

## Leben
Nach abgebrochenem Jurastudium wurde Buchowetzki Schauspieler und Regisseur am Moskauer Künstlertheater. 1918 arbeitete er als Komparse in Filmen von Jakow Protasanow und Alexander Rasumny. Nach der Oktoberrevolution emigrierte er zunächst nach Polen und übernahm dort in zwei Filmen des Regisseurs Eugeniusz Modzelewski die Hauptrolle.
Buchowetzki lebte von 1919 bis 1924 in Berlin. Dort war er erst Mitarbeiter bei Carl Froelichs Die Brüder Karamasoff (1920), wo er seine Kenntnisse des originalen Dostojewskischen Ambiente beisteuerte. Seine vehement vorgetragenen filmtheoretischen Ansichten sicherten ihm bald die Gunst und Förderung avantgardistischer Kreise.
Nach einigen kleineren Regiearbeiten gelang ihm dank der Unterstützung der Schauspielerin und Produzentin Hilde Wörner der Aufstieg in die Regisseurselite. Buchowetzki schuf dann im Jahresabstand mit Danton, Othello und Peter der Große drei künstlerisch überzeugende, monumentale Filme, wobei besonders Danton die zeitgenössische Filmgestaltung wesentlich beeinflusste.
1924 ging Buchowetzki vor allem auf Drängen von Pola Negri nach Hollywood. Er wurde von Paramount Pictures unter Vertrag genommen. Sein Debütfilm Men (1924) mit Pola Negri als Prostituierte spielte in Marseille und Paris. Buchowetzki etablierte sich in weiteren Filmen unter anderem mit Adolphe Menjou zum Spezialisten für Lokalkolorit. Da er jedoch 1926 mit zwei Misserfolgen die hochgesteckten Erwartungen seiner Auftraggeber nicht erfüllen konnte, wurde er fallengelassen und nach Joinville geschickt, wo er fremdsprachliche Versionen von Hollywoodproduktionen betreute. Seine letzte Arbeit war 1931 das britische Kriminalmelodram Stamboul.
Buchowetzki verließ Deutschland im Dezember 1934 mit einem in der Schweiz ausgestellten Reisepass.
Im Juli 1936 war er Gast bei den Salzburger Festspielen.
Über sein späteres Leben ist derzeit nichts bekannt.

## Filmografie (Auswahl)
- 1919: Blanc et noir (Polen)
- 1920: Die Brüder Karamasoff
- 1921: Der Stier von Olivera (nur Co-Drehbuch)
- 1921: Der Galiläer
- 1921: Danton
- 1921: Sappho
- 1922: Othello
- 1923: Peter der Große
- 1924: Cleo, das Mädchen der Straße (Men)
- 1924: Die Frau des Kommandeurs (Lily of the Dust)
- 1925: Seine Hoheit verlobt sich (The Swan)
- 1926: Die Tänzerin des Zaren (The Midnight Sun)
- 1926: Kleine Affairen großer Leute (Valencia)
- 1931: Stamboul
- 1931: Weib im Dschungel
- 1931: Die Nacht der Entscheidung